# Feyzin
Feyzin és un municipi francès, situat a la metròpoli de Lió i a la regió de Alvèrnia - Roine-Alps. L'any 2007 tenia 9.357 habitants.

## Demografia

### Població
El 2007 la població de fet de Feyzin era de 9.357 persones. Hi havia 3.297 famílies de les quals 785 eren unipersonals (305 homes vivint sols i 480 dones vivint soles), 875 parelles sense fills, 1.315 parelles amb fills i 322 famílies monoparentals amb fills.
La població ha evolucionat segons el següent gràfic:
Habitants censats

### Habitatges
El 2007 hi havia 3.518 habitatges, 3.380 eren l'habitatge principal de la família, 22 eren segones residències i 117 estaven desocupats. 2.041 eren cases i 1.464 eren apartaments. Dels 3.380 habitatges principals, 2.114 estaven ocupats pels seus propietaris, 1.183 estaven llogats i ocupats pels llogaters i 83 estaven cedits a títol gratuït; 76 tenien una cambra, 158 en tenien dues, 617 en tenien tres, 1.205 en tenien quatre i 1.324 en tenien cinc o més. 2.291 habitatges disposaven pel capbaix d'una plaça de pàrquing. A 1.545 habitatges hi havia un automòbil i a 1.444 n'hi havia dos o més.

### Piràmide de població
La piràmide de població per edats i sexe el 2009 era:
| Homes | Edats   | Dones |
| ----- | ------- | ----- |
| 0     | 95 o +  | 16    |
| 16    | 90 a 94 | 28    |
| 20    | 85 a 89 | 28    |
| 32    | 80 a 84 | 40    |
| 80    | 75 a 79 | 104   |
| 132   | 70 a 74 | 144   |
| 152   | 65 a 69 | 200   |
| 216   | 60 a 64 | 260   |
| 280   | 55 a 59 | 236   |
| 276   | 50 a 54 | 256   |
| 296   | 45 a 49 | 340   |
| 260   | 40 a 44 | 260   |
| 292   | 35 a 39 | 316   |
| 324   | 30 a 34 | 308   |
| 393   | 25 a 29 | 328   |
| 292   | 20 a 24 | 196   |
| 312   | 15 a 19 | 324   |
| 260   | 10 a 14 | 268   |
| 272   | 5 a 9   | 276   |
| 240   | 0 a 4   | 292   |

## Economia
El 2007 la població en edat de treballar era de 6.013 persones, 4.277 eren actives i 1.736 eren inactives. De les 4.277 persones actives 3.799 estaven ocupades (1.987 homes i 1.812 dones) i 477 estaven aturades (221 homes i 256 dones). De les 1.736 persones inactives 479 estaven jubilades, 641 estaven estudiant i 616 estaven classificades com a «altres inactius».

### Ingressos
El 2009 a Feyzin hi havia 3.273 unitats fiscals que integraven 9.120 persones, la mitjana anual d'ingressos fiscals per persona era de 18.203 €.

### Activitats econòmiques
Dels 422 establiments que hi havia el 2007, 2 eren d'empreses extractives, 7 d'empreses alimentàries, 2 d'empreses de coc i refinatge, 3 d'empreses de fabricació de material elèctric, 40 d'empreses de fabricació d'altres productes industrials, 75 d'empreses de construcció, 104 d'empreses de comerç i reparació d'automòbils, 27 d'empreses de transport, 17 d'empreses d'hostatgeria i restauració, 4 d'empreses d'informació i comunicació, 24 d'empreses financeres, 13 d'empreses immobiliàries, 53 d'empreses de serveis, 37 d'entitats de l'administració pública i 14 d'empreses classificades com a «altres activitats de serveis».
Dels 115 establiments de servei als particulars que hi havia el 2009, 1 era una gendarmeria, 1 oficina de correu, 3 oficines bancàries, 10 tallers de reparació d'automòbils i de material agrícola, 3 establiments de lloguer de cotxes, 2 autoescoles, 16 paletes, 14 guixaires pintors, 9 fusteries, 11 lampisteries, 13 electricistes, 1 empresa de construcció, 6 perruqueries, 2 veterinaris, 3 agències de treball temporal, 12 restaurants, 5 agències immobiliàries, 2 tintoreries i 1 saló de bellesa.
Dels 13 establiments comercials que hi havia el 2009, 1 era un supermercat, 1 una gran superfície de material de bricolatge, 5 fleques, 2 llibreries, 1 una botiga de roba, 1 una botiga d'electrodomèstics, 1 una botiga de material esportiu i 1 una floristeria.
L'any 2000 a Feyzin hi havia 16 explotacions agrícoles que ocupaven un total de 480 hectàrees.

## Equipaments sanitaris i escolars
Els 3 equipaments sanitaris que hi havia el 2009 eren farmàcies.
El 2009 hi havia 2 escoles maternals i 6 escoles elementals. Feyzin disposava d'un col·legi d'educació secundària amb 439 alumnes.

## Poblacions més properes
El següent diagrama mostra les poblacions més properes.